# Ctenolucius beani
Ctenolucius beani és una espècie de peix de la família dels ctenolúcids i de l'ordre dels caraciformes.

## Morfologia
- Els mascles poden assolir 28,6 cm de longitud total.
- Nombre de vèrtebres: 45-48.[4][5]

## Hàbitat
És un peix d'aigua dolça i de clima tropical (23 °C-26 °C).

## Distribució geogràfica
Es troba a Amèrica: rius Atrato i San Juan (nord-oest de Colòmbia) i rius de la costa pacífica de Panamà.